# 1733
Resum dels esdeveniments de l'any 1733:

## Esdeveniments
- Comencen les mesures per establir la velocitat del so
- La francmaçoneria arriba a Amèrica del Nord
- Finalització de la façana de la Catedral de Girona
- Guerra de successió a Polònia

## Necrològiques
- 12 de juliol, París: Anne-Thérèse de Marguenat de Courcelles, dona de lletres i salonnière francesa molt influent (n. 1647).[1]
- Anvers: Karel Breydel, pintor flamenc del barroc especialitzat en pintura de batalles, càrregues de cavalleria i paisatges.[2]